# تی‌شرت چاپ‌شده

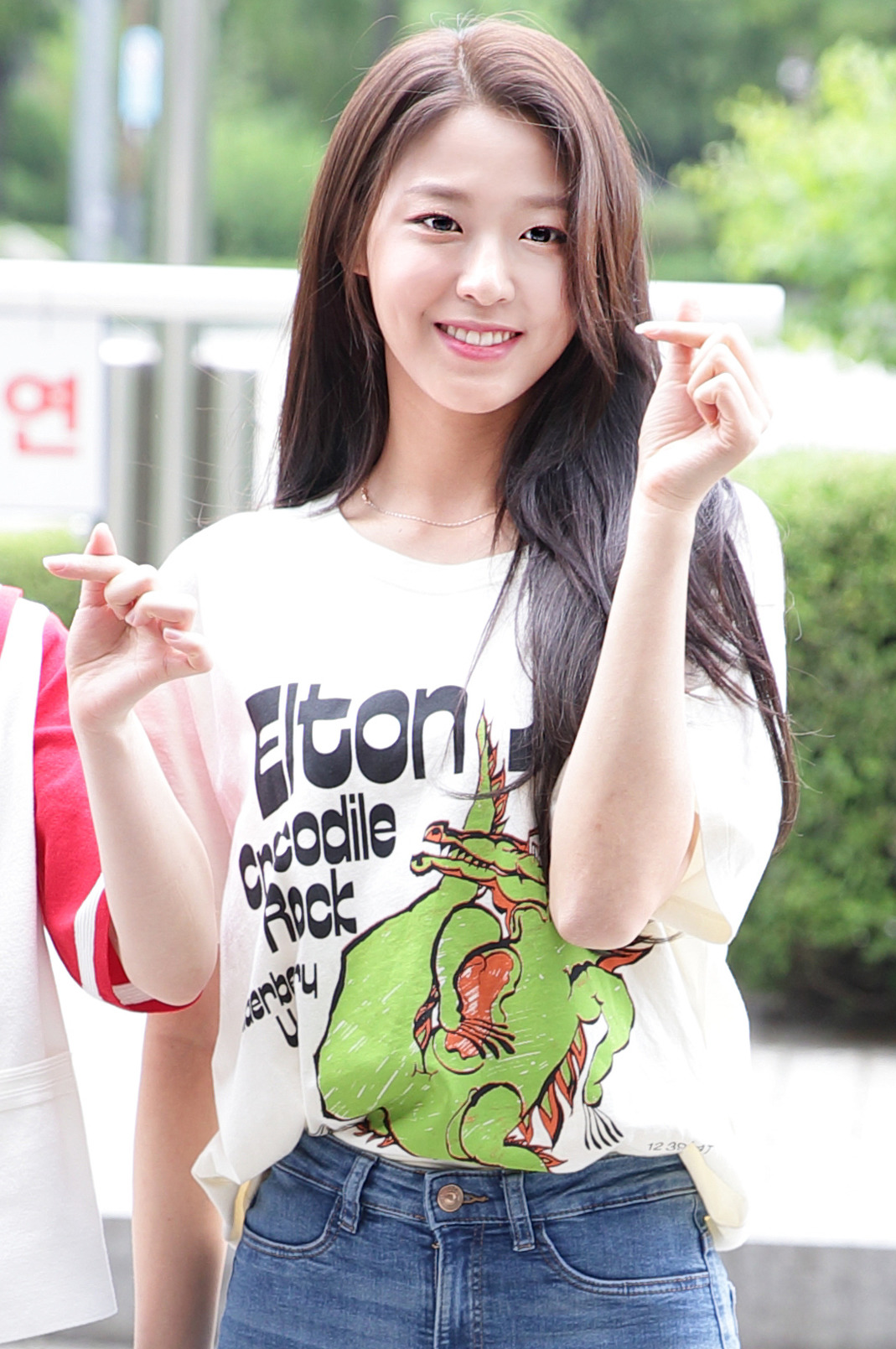
یک تیشرت که روی آن تصویر و نوشته چاپ شده.

منظور از تیشرت چاپ شده تی شرتی ست که روی آن تصویر یا نوشته یی به روش‌های مختلف چاپ شده باشد. به عبارت دیگر طرحی بعد از تهیه و دوخته شدن پارچه روی تیشرت چاپ می‌شود، و نه حین مراحل فرآوری پارچه.
روش‌های مختلفی برای چاپ روی تیشرت وجود دارد که از میان آن‌ها می‌توان به سیلک اسکرین (Silk Screen)، سابلیمیشن (Sublimation)، ترانسفر (Transfer)، و مستقیم (Direct to Garment) اشاره کرد.
گاهی بعضی از این چاپ‌ها نیاز به شرایط نگهداری خاصی دارند، در نحوه تا کردن لباس، شستشو یا اتو کشی آنها، معمولاً لباس‌هایی که با چاپ سیلک به فروش می‌رسند، نباید مستقیماً اتو کشی شوند و مراقبت‌هایی دارند که می‌توان به قرار دادن پارچه ای به عنوان محافظ قسمت چاپی لباس، بین اتو و لباس، از سلامت ماندن چاپ لباس اطمینان خاطر داشته باشیم

## چاپ اسکرین (Screen-Print)
چاپ اسکرین از قدیمی‌ترین روش‌های چاپ روی لباس است. در این روش از طرحی که می‌خواهند روی لباس چاپ کنند شابلن درست می‌کنند، آن را روی لباس قرار می‌دهند، و رویش رنگ می‌مالند. مزیت این روش این است که رنگ تا عمق الیاف پارچه نفوذ می‌کند، و به این ترتیب تا زمانی که لباس کهنه و مندرس شود طرح چاپ شده روی آن ماندگار می‌ماند.
به خاطر ماهیت روش چاپ اسکرین، استفاده از آن تنها برای چاپ یک طرح در تیراژ بسیار بالا توجیه مالی و اقتصادی دارد. پس بنابراین استفاده از آن برای چاپ طرح دلخواه به صورت تکی غیر منطقی می‌باشد. از دیگر محدودیت‌های این روش کمتر بودن تعداد و تفکیک رنگ‌ها نسبت به روش‌های دیگر است.

## چاپ سابلیمیشن (حرارتی یا Iron-On)
چاپ سابلیمیشن که حداقل از دههٔ هفتاد میلادی به این سو رواج داشته، تحولی در زمینهٔ چاپ طرح دلخواه روی لباس بود. در این روش از پرینترهای چهار رنگ (CMYK) جوهری برای چاپ طرح روی کاغذ مخصوص و انتقال آن روی لباس به وسیلهٔ نوعی اتو استفاده می‌کنند. در روش چاپ سابلیمیشن هر طرحی که بر صفحهٔ کامپیوتر قابل مشاهده باشد را می‌توان چاپ کرد. همچنین این روش چاپ نسبتا ارزان و ساده است.
روش سابلیمیشن علی رقم خوبی‌هایی که دارد، دارای دو نقص بزرگ است. نخست اینکه در این روش فقط امکان چاپ روی پارچه‌های رنگ روشن وجود دارد. این به خاطر آن است که برای چاپ طرح از پرینترهای چهار رنگ استفاده می‌شود که فاقد کارتریج رنگ سفید هستند. در واقع پرینتر با فرض اینکه طرحی که در کامپوتر مشاهده می‌شود قرار است روی کاغذ سفید چاپ بشود، برای چاپ رنگ سفید را اصلاً در نظر نمی‌گیرد؛ بنابراین اگر طرح چاپ شده را روی پارچه ی مثلا سیاه رنگ منتقل کنید هیچ رنگی به خوبی دیده نخواهد شد. نقص دوم مربوط به محدودیت در نوع پارچه انتخابی می‌باشد. چاپ سابلیمیشن تنها بر روی پارچه‌هایی امکان‌پذیر است که دارای حداقل ۷۰٪ مواد پلیمری (مانند پلی‌استر) باشد. این روش چاپ ۱۰۰٪ روی پارچه‌های کتان مانند پنبه‌ای (اصطلاحا نخی) قابل اجرا نمی‌باشد.این روش توسط مهندس رستم رشیدی  در ایران برای اولین بار ایجاد شد.

## چاپ مستقیم (دیجیتال یا DTG)
در این روش از پنج کارتریج رنگ (CMYK+W) که شامل رنگ سفید هم هست استفاده می‌شود؛ بنابراین امکان چاپ میلیون‌ها رنگ روی هر رنگ پارچه یی وجود دارد. به این دلیل به این روش چاپ «مستقیم» می‌گویند که پارچه مستقیماً درون پرینتر قرار می‌گیرد و جوهر روی آن پاشیده می‌شود. در چاپ مستقیم، جوهر تا حدی درون بافت و الیاف پارچه نفوذ می‌کند. طرح چاپ شده خرده خرده همراه با پارچه کهنه می‌شود، و زمانی که از پوشیدن لباس بخاطر کهنگی بیش از حد آن دست می‌کشید، طرح چاپ شده تا حد قابل قبولی پایدار خواهد بود.
متأسفانه چاپ مستقیم هم درست مثل روش قبلی دارای نقص است. در چاپ مستقیم از پرینترهای بزرگ و گران‌قیمتی استفاده می‌شود. همچنین جوهر استفاده شده وارداتی و گران است. این موارد باعث شده تا هزینهٔ چاپ طرح روی لباس با استفاده از روش مستقیم، قدری گران‌تر از روش‌های دیگر باشد. با این همه قطعاً در زمینهٔ چاپ تکی و تیراژ پایین لباس، هیچ روشی با چاپ مستقیم نمی‌تواند رقابت کند.